# Palembang
Palembang è una città indonesiana a sud dell'isola di Sumatra ed è capitale della provincia di Sumatra Meridionale.

## Storia
La città fu un tempo capitale dell'antico regno di Srivijaya, parte induista e parte buddhista, che dominava buona parte della penisola e dell'arcipelago malese. A seguito della devastante invasione di Srivijaya nel 1025 da parte delle truppe della dinastia tamil dei Chola, l'impero di Palembang conobbe un lento declino e la capitale si spostò verso nord a Jambi.
Lo stile architettonico della città è la manifestazione e la testimonianza evidente della presenza coloniale olandese.

## Amministrazione
Palembang è una città con lo status di reggenza. È suddivisa in 16 kecamatan e 107 kelurahan. I 16 kecamatan sono:
- Ilir Timur I
- Ilir Timur II
- Ilir Barat I
- Ilir Barat II
- Seberang Ulu I
- Seberang Ulu II
- Sukarame
- Sukomoro
- Sako
- Bukit Kecil
- Bukit besar
- Kemuning
- Kertapati
- Plaju
- Gandus
- Kalidoni
- Alang-alang lebar
- Sematang Borang

## Sport
Nel novembre 2011 ha ospitato i XXVI Giochi del Sud-est asiatico.

## Religione
La città è sede dell'Arcidiocesi di Palembang.